# Senkovec (ort i Kroatien)
Senkovec är en ort i Kroatien.   Den ligger i länet Zagrebs län, i den norra delen av landet, 23 km väster om huvudstaden Zagreb. Senkovec ligger 174 meter över havet och antalet invånare är 733.
Terrängen runt Senkovec är platt åt nordost, men åt sydväst är den kuperad. Runt Senkovec är det ganska glesbefolkat, med 43 invånare per kvadratkilometer. Närmaste större samhälle är Stenjevec, 16,7 km sydost om Senkovec. Omgivningarna runt Senkovec är en mosaik av jordbruksmark och naturlig växtlighet.